# Стрешнев, Сергей Степанович
Сергей Степанович Стрешнев (ум. 1627) — городовой воевода в правление царя Михаила Фёдоровича.

## Биография
Представитель дворянского рода Стрешневых. Четвертый сын Степана Андреевича Стрешнева. Братья — Фёдор, Лукьян, Игнатий, Иван и Боголеп Стрешневы. Родной дядя царицы Евдокии Лукьяновны, второй жены царя Михаила Фёдоровича.
В 1615-1616 годах находился на воеводстве в Алексине. В 1620 году Сергей Стрешнев составлял платежную книгу поместных и вотчинных земель в восьми станах в Туле.
5 марта 1626 года С. С. Стрешнев обедал за царским столом во время именин своей племянницы, царицы Евдокии Лукьяновны.
В 1626—1627 годах Сергей Степанович Стрешнев служил воеводой в Воронеже, где скончался. Новым воронежским воеводой был назначен его племянник Степан Фёдорович Стрешнев.